# Rayak
Rayak (en arabe رياق) est une ville libanaise proche de Zahlé, dans le gouvernorat (Muhafazah) de la Bekaa. C'est une ville à majorité chrétienne grecque catholique.
Son code postal est le 7026, et son indicatif téléphonique, le 08.

## Géographie
Rayak se trouve dans la plaine de la Bekaa, au pied du versant ouest de l'Anti-Liban au confluent du Litani et du Nahr Yahfufah, petite rivière dont la vallée constitue l'un des points de franchissement de l'Anti-Liban.
Elle est à 62 km de Beyrouth.

## Équipements publics

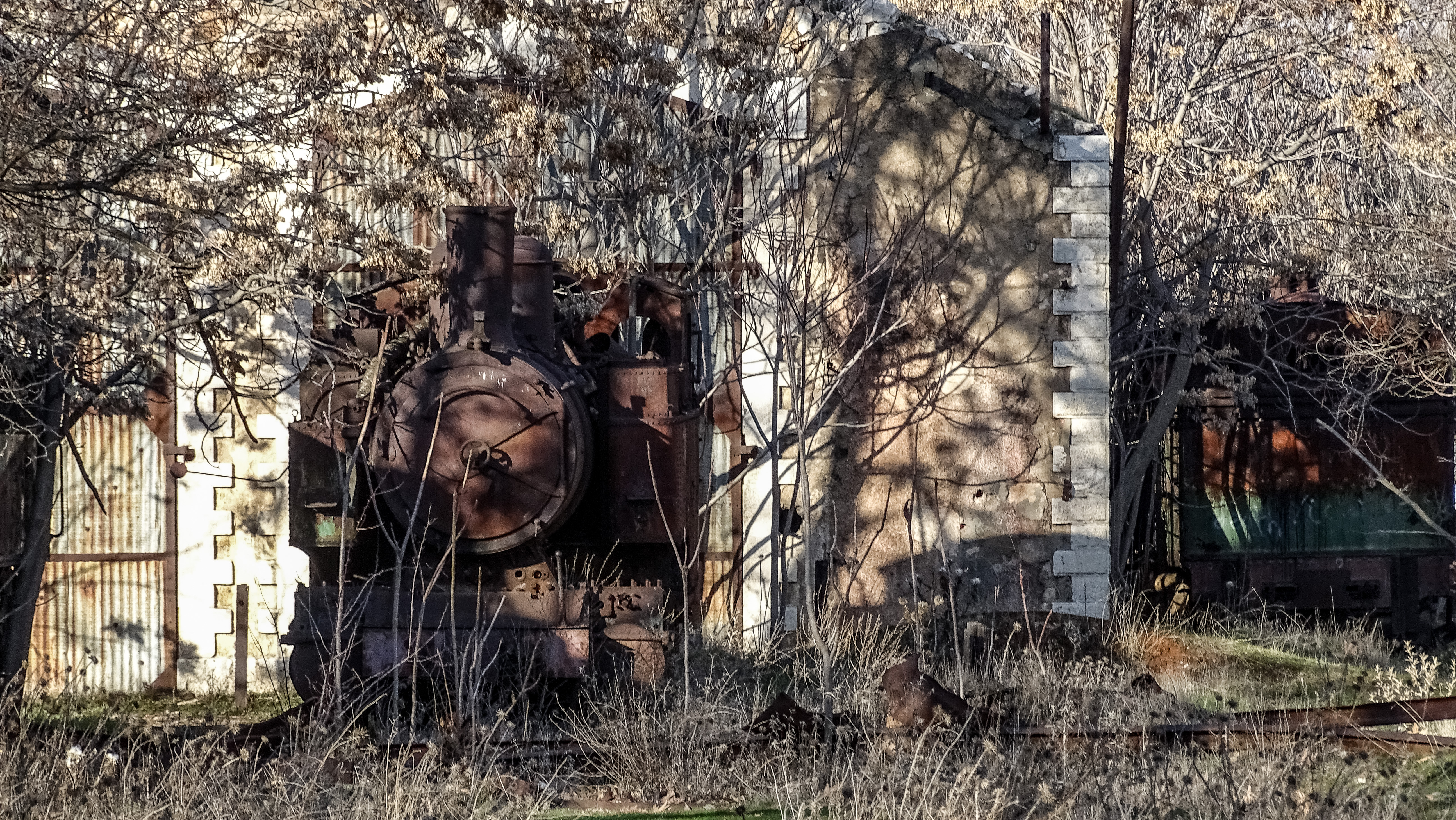
Gare de Rayak.

Du fait de sa position, Rayak comporte de nombreux équipements publics : un aéroport militaire, une caserne, une gare de chemin de fer sur l'ancienne ligne Beyrouth-Damas, un hôpital, un institut de recherche agricole et une dizaine d'écoles.

## Quartiers
Ce sont : Hoch Hala, Souaidé, Autostrade, Hay El Jemee, Hay El Solom, Rayak El Fawaa.

## Histoire

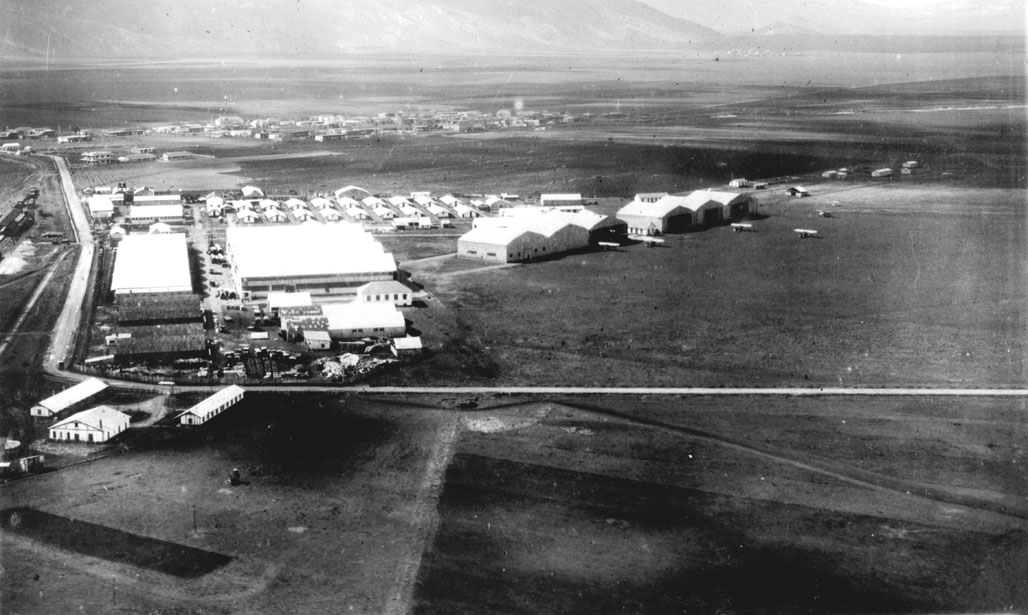
Terrain d'aviation de Rayak.

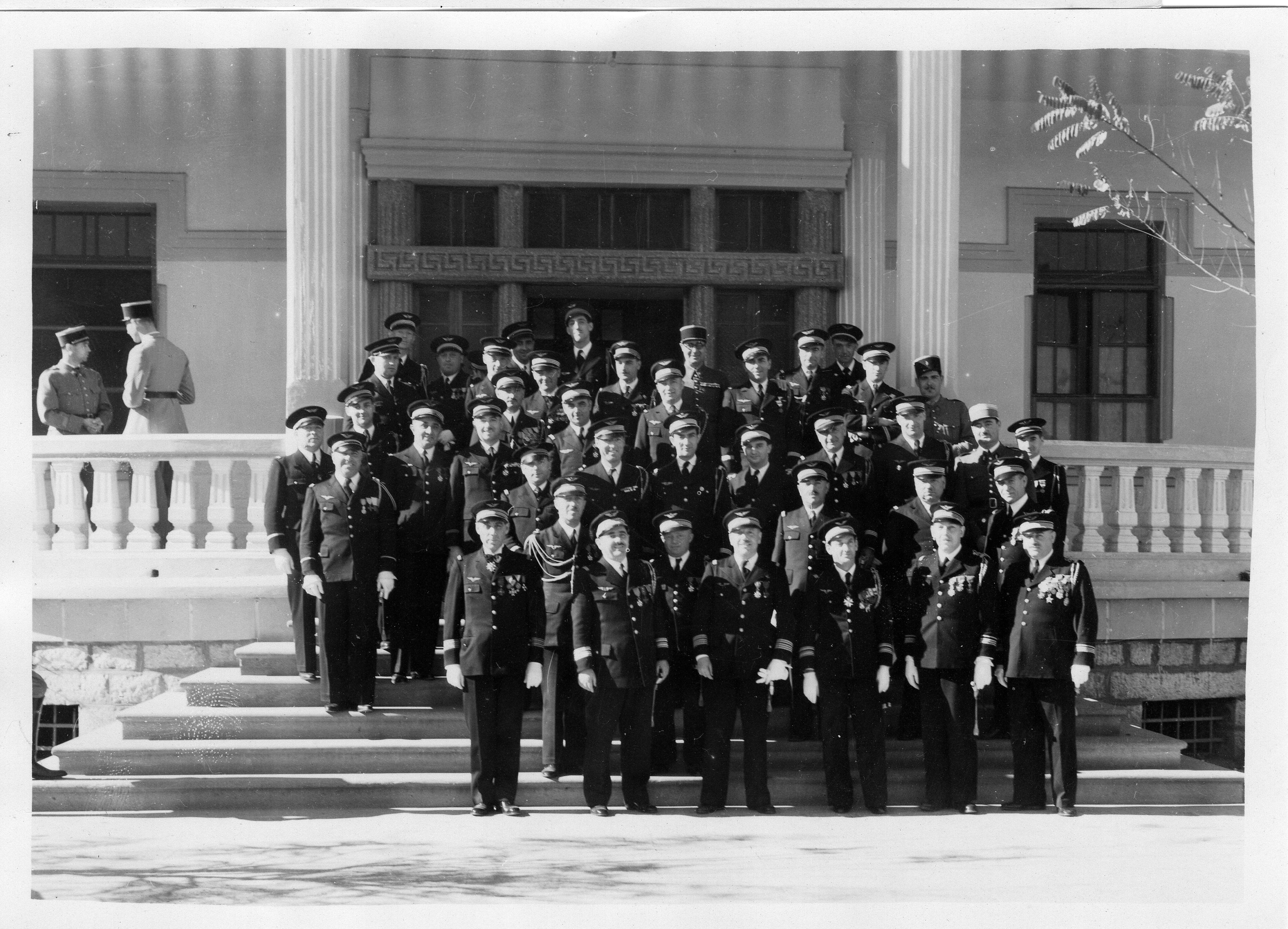
Officier navigants français en 1938.

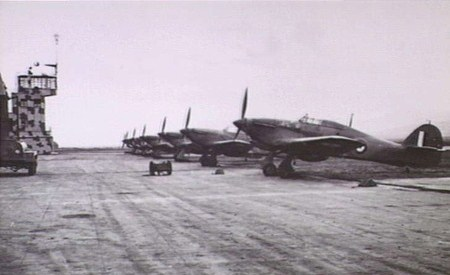
Hawker Hurricane de la Royal Australian Air Force à Rayak en 1942.

En 1895, Rayak devient une des principales stations de la ligne à voie étroite (1,05 m) du chemin de fer de Beyrouth à Damas. En 1906, une nouvelle ligne la raccorde à Baalbeck et Homs et rejoint le chemin de fer de Damas à Alep. Rayak bénéficie par la suite d'un très grand atelier d'entretien des locomotives à vapeur.
Pendant la Première Guerre mondiale, l'aéroport militaire est construit par les troupes allemandes. En 1918, l'armée britannique bombarde la gare et la détruit.
Le 7 août 1933, deux aviateurs français (Maurice Rossi et Paul Codos), à bord d'un Blériot 110 battent le record du monde de distance en ligne droite. Ils se posent à Rayak après avoir parcouru, en 55 heures, 9 104 km sans escale à partir de New York.
Durant la campagne de Syrie en juillet 1941, les Britanniques bombardent la base française et les dépôts de Rayak tenus par les troupes du Régime de Vichy.
Le premier groupe aérien de chasse de la France libre (Groupe de chasse Alsace) y est créé le 15 septembre 1941.
En septembre 1942, le général de Gaulle rend visite aux pilotes de la base de Rayak et le groupe de Chasse N°3 Normandie (le futur Normandie-Niémen) y voit le jour le mois suivant.
Le 10 octobre 1943, l'Escadron de chasse 3/3 Ardennes y nait. Et les Forces aériennes libanaises y sont créées le 1er juin 1949.
Un chasseur de char M10 Wolverine français du 3e escadron du Régiment Colonial de Chasseurs de Chars (RCCC) porte le nom de Rayak durant la Seconde Guerre mondiale.

La guerre civile libanaise de 1975-1990 interrompt tout trafic ferroviaire. En 2002, une tentative de remise en service de la liaison Rayak-Damas se solde par un échec. 
Le 26 avril 2005, a lieu, sur la base militaire, la cérémonie marquant le départ des troupes syriennes du Liban.
Rayak est bombardée par l'aviation israélienne durant le conflit entre le Hezbollah et Israël de 2006 (bombardement de bâtiments civils et de la piste d'atterrissage de l'aéroport militaire).

## Personnages célèbres
- Charles Elachi directeur du centre spatial américain Jet Propulsion Laboratory de 2001 à 2016 est natif de cette ville.
- Romain Gary, romancier français, y a été aviateur en 1942.
- Elie Maakaroun, écrivain et poète, y est né en 1945.
- Jean Tulasne, y a été aviateur et s'évade le 5 décembre 1940 pour Lydda (près de Haïfa).